# تئو کوسترس
تئو کوسترس (هلندی: Theo Custers؛ زادهٔ ۱۰ اوت ۱۹۵۰) بازیکن فوتبال اهل بلژیک بود.
از باشگاه‌هایی که در آن بازی کرده‌است می‌توان به باشگاه فوتبال مشلان، باشگاه فوتبال اسپانیول، باشگاه فوتبال خنک، و باشگاه فوتبال رویال آنتورپ اشاره کرد.
وی همچنین در تیم ملی فوتبال بلژیک بازی کرده‌است.